# École de Physique des Houches
Die École de Physique des Houches ist ein internationales Forschungs- und Begegnungszentrum in den Savoyer Alpen. Es befindet sich in Les Houches im französischen Département Haute-Savoie. Das Zentrum wurde 1951 von der theoretischen Physikerin Cécile DeWitt-Morette gegründet. Es ist eine gemeinsame Einrichtung der Universität Grenoble (UGA), des Institut national polytechnique de Grenoble (Grenoble INP), des Commissariat à l’énergie atomique et aux énergies alternatives (CEA), des Centre national de la recherche scientifique (CNRS) und der École normale supérieure de Lyon (ENS Lyon).

## Hauptteil

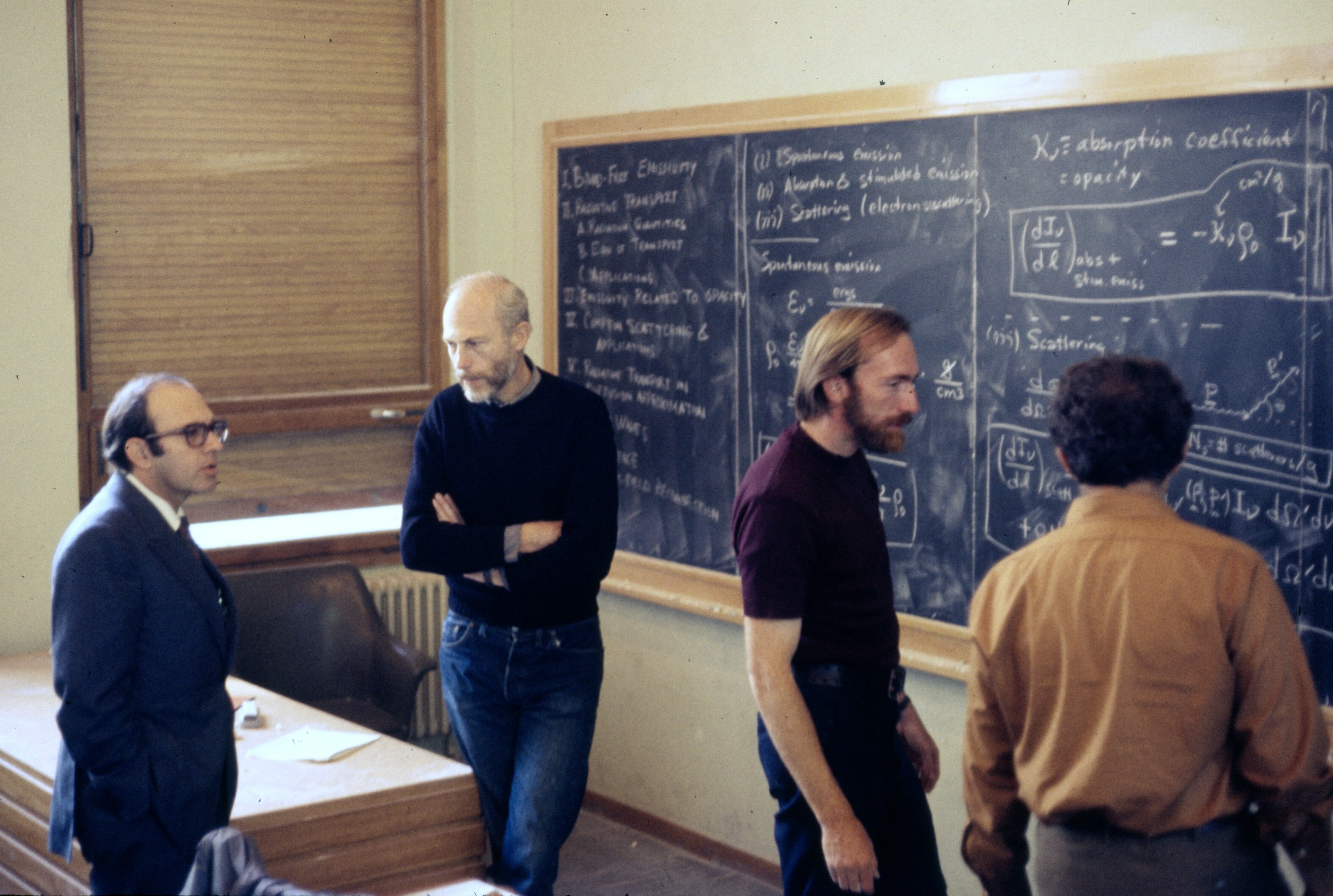
Diskussion zwischen (von links) Yuval Ne'eman, Bryce DeWitt, Kip Thorne im Hörsaal, 1972

Die École de Physique des Houches bietet ein weites Angebot an Seminaren für Physiker verschiedener Fachgebiete an. Der erste Kurs wurde 1951 von Léon Van Hove gegeben und war der Quantenmechanik gewidmet. Die Sommerschulen fanden in den vorlesungsfreien Semesterferien im Sommer statt, deshalb wurde sie auch lange als Sommerschule von Les Houches bezeichnet – später kamen aber weitere Veranstaltungen hinzu. Die Schule konnte sehr schnell viele berühmte Physiker der Gegenwart als Tutoren anziehen, darunter zum Beispiel die Nobelpreisträger Enrico Fermi, Wolfgang Pauli, Murray Gell-Mann und John Bardeen. Unter den jungen Schülern befanden sich unter anderem Pierre-Gilles de Gennes, Georges Charpak und Claude Cohen-Tannoudji, welche, damals noch unbekannt, später ebenfalls den Nobelpreis erhalten sollten. Ebenfalls zu den Schülern zählt der Mathematiker Alain Connes, späterer Gewinner der Fields-Medaille.
Im Verlauf der Jahre öffnete sich die Schule auch für weitere benachbarte Fachgebiete, wie die Mathematik, die Chemie oder die Biologie. Heute (2020) werden dort vor allem vielfältige Konferenzen und Workshops (meist über ein oder zwei Wochen, aber auch bis zu drei Wochen), die Theoretiker und Experimentatoren zusammenbringen sollen, und wissenschaftliche Fortbildungen wie die Sommerschule oder Prädoktorandenschulen organisiert. Sie finden in idyllischer Naturumgebung der Alpen statt mit Unterkunft in für das Gebiet typischen Chalets. Die Sommerschule (vor allem für Nachwuchswissenschaftler, also Doktoranden und Postdoktoranden) dauert vier bis fünf Wochen, wobei eine Vorlesung bis zu 12 Stunden umfassen kann. Ausgewählt werden die Themen zwei Jahre im Voraus.
Die bisherigen Direktoren waren Cécile DeWitt-Morette (1951–1972), Roger Balian (1972–1980), Raymond Stora (1980–1987), Jean Zinn-Justin(1987–1995), François David (1996–2001), Jean Dalibard (2001–2006), Leticia Cugliandolo (2006–2017), Christophe Salomon (2017–2020), Bérengère Dubrulle (ab 2020).
Die Sammelbände der Vorträge erschienen unter anderem bei Wiley, Gordon and Breach, Oxford University Press, North-Holland, Springer und Elsevier.

## Preis
Im Andenken an Cécile DeWitt-Morette stiftete die Académie des Sciences einen Preis (Cécile DeWitt-Morette / Ecole de Physique des Houches), der mit 15.000 Euro dotiert ist und 2019 erstmals vergeben wurde. Er wird für Wissenschaftler unter 55 Jahren vergeben für Leistungen in der Physik. Die Wissenschaftler müssen an einem der Les-Houches-Kurse entweder als Organisatoren, Lehrer oder Studenten teilgenommen haben. Erste Preisträgerin war Francesca Ferlaino (Universität Innsbruck) für Arbeiten zu kalten Atomgasen.

## Bekannte Vortragende und Teilnehmer
Unter den Vortragenden und Teilnehmern waren folgende Nobelpreisträger (mit Datum der Teilnahme):
- Philip Warren Anderson, 1967
- John Bardeen, 1956 (Vorlesung Tieftemperaturphysik)
- Nicolaas Bloembergen, 1964
- Aage Bohr, 1955
- Owen Chamberlain, 1957 (Vorlesung über Antinukleon- und Nukleon-Nukleon-Streuung bei hoher Energie)
- Steven Chu 1999
- Claude Cohen-Tannoudji, 1955, 1964
- Leon Cooper,  1972
- Eric Allin Cornell, 1999
- François Englert, 1979
- Enrico Fermi, 1954
- Albert Fert, 2012
- Richard Feynman, 1976
- Roy Glauber, 1952 (Vorlesung über quantenmechanische Streutheorie)
- Murray Gell-Mann, 1952
- Pierre-Gilles de Gennes, 1953, 1967
- David J. Gross, 1975
- F. Duncan M. Haldane 2008
- Serge Haroche, 1990
- Gerardus ’t Hooft, 1975
- Johannes Hans Daniel Jensen, 1953
- Alfred Kastler, 1951
- Wolfgang Ketterle, 1999, 2010
- Walter Kohn, 1951, 1967
- Willis Lamb, 1964
- Tsung-Dao Lee, 1975
- Anthony Leggett, 1986
- Arthur McDonald, 1994
- Ben Mottelson, 1958
- Gérard Mourou, 2015
- Louis Néel, 1956, 1961
- Wolfgang Pauli, 1951, 1952, 1955
- James Peebles, 1979
- Arno Penzias, 1974
- William Daniel Phillips, 1999, 2010
- Norman Ramsey, 1955 (Vorlesung Wechselwirkung von Atomkern mit Atom- und Molekülhülle)
- Abdus Salam, 1957 (Vorlesung über Teilchen mit Strangeness)
- Emilio Segrè, 1951
- Brian P. Schmidt, 1990
- John Robert Schrieffer, 1958
- Julian Schwinger, 1955 (Vorlesung über Quantenmechanik)
- William Bradford Shockley, 1953
- Jack Steinberger, 1960
- Kip Thorne, 1963, 1966, 1972, 1982
- David J. Thouless, 1978
- Charles Townes, 1955
- Martinus J. G. Veltman, 1976
- Eugene Wigner, 1955
- Kenneth G. Wilson 1975
- Chen Ning Yang, 1957

Fields-Medaillisten:
- Alain Connes 1970
- René Thom
- Edward Witten

Stephen Hawking war 1972 in Les Houches. In den Anfangsjahren bis 1957 gab es außer den erwähnten Vorlesungen solche von: Freeman Dyson hielt 1954 eine Vorlesung als Supplement zu seinen bekannten Kursnoten über Quantenfeldtheorie (Advanced Quantum Mechanics), Tullio Regge 1953 über die Rotationsgruppe, Joaquin Mazdak Luttinger 1952 über Quantenmechanik, Albert Messiah über Kernreaktionen, Ryōgo Kubo 1956 über Spinwellentheorie des Magnetismus, Per-Olov Löwdin 1956 über quantenmechanische relativistische Vielteilchentheorie, Geoffrey Chew 1953 über Elementarteilchen, Robert Marshak 1954 über den Status der Nukleon-Nukleon-Wechselwirkung, John C. Taylor 1956 über Teilchen mit Strangeness, John Polkinghorne 1957 über die Pion-Nukleon Wechselwirkung, Harry Jones 1956 und Rudolf Peierls 1953 über die Quantentheorie des Festkörpers, Elliott W. Montroll 1953 über statistische Mechanik wechselwirkender Teilchen, Maurice Lévy 1957 über Elektronen bei hohen Energien, Marie-Antoinette Tonnelat 1954 über vereinheitlichte Feldtheorien (im Sinn von Schrödinger und Einstein), Léon Rosenfeld 1957 über Streutheorie von Elementarteilchen, George Uhlenbeck 1955 über statistische Mechanik von Nichtgleichgewichtsphänomenen und Theorie der Phasenübergänge, Cern-Direktor Leon van Hove 1954 über Quantenmechanik, Mario Verde (Turin) 1954 über ausgewählte Probleme der Kernphysik, André Herpin 1956 über die Quantentheorie des Ferromagnetismus, Alan Cottrell über mikroskopische Theorie der Plastizität.

## Liste der veröffentlichten Les Houches Lectures
Die Bände beziehen sich auf die Sommerschule. Titel in englischer Fassung (mit Datum der Sommerschule). Die Angaben ohne Bandangabe beziehen sich auch auf die Sommerschule.
- Band 1: Quantum Mechanics, Quantum Field Theory, 1951
- Band 2: Quantum Mechanics, Statistical Mechanics, Nuclear Physics 1952
- Band 3:  Quantum Mechanics, Solid State, Statistical Mechanics, Elementary Particles 1953
- Band 4: Quantum Mechanics, Theory of Collisions: Two-Nucleon Interaction,  Quantum Electrodynamics 1954
- Band 5: Quantum Mechanics, Nonequilibrium Phenomena, Nuclear Reactions, Interaction of the Nucleus with Atomic and Molecular Fields 1955
- Band 6: Quantum Perturbation Theory, Low Temperature Physics, Quantum Theory of Solids, Dislocations and Plastic Properties, Magnetism, Ferromagnetism 1956
- Band 7: Diffusion Theory, Recent Developments in Field Theory, Nuclear Interaction, Strong Interaction, Electrons at High Energy, Experiments in High Energy Nuclear Physics 1957
- Band 8: Many Body Physics 1958
- Band 9: Theory of neutral and ionized gases, 1959
- Band 10: Dispersion relations and elementary particles 1960
- Band 11:Low Temperature Physics 1961
- Band 12: Geophysics: The earth´s environment 1962
- Band 13: Relativity, Groups and Topology, 1963
- Band 14: Quantum Optics and Electronics 1964
- Band 15: High Energy Physics 1965
- Band 16: High Energy Astrophysics, 1966
- Band 17: Many-Body Physics 1967
- Band 18: Nuclear Physics 1968
- Band 19: Physical problems in biological systems, 1969
- Band 20: Statistical Mechanics and Quantum Field Theory, 1970
- Band 21: Particle Physics, 1971
- Band 22: Plasma Physics 1972
- Band 23: Black Holes 1972
- Band 24: Fluid Dynamics 1973
- Band 25: Molecular Fluids 1973
- Band 26: Atomic and Molecular Physics and the Interstellar Matter, 1974
- Tagung im Juni: Structural analysis of collision amplitudes, 1975
- Band 27: Frontiers in Laser-Spectroscopy, 1975
- Band 28: Methods in Field Theory, 1975
- Band 29: Weak and Electromagnetic Interactions at High Energy, 1976
- Band 30: Nuclear physics with mesons and heavy ions, 1977
- Band 31: Ill-condensed matter 1978
- Band 32: Physical Cosmology 1979
- Band 33: Membranes and intercellular communications 1979
- Band 34: Laser-Plasma Interaction 1980
- Band 35: Physics of Defects 1980
- Winter School 1980: Magnetism of metals and alloys
- Band 36: Chaotic behaviour of deterministic systems 1981
- Band 37: Gauge theories in high energy physics 1981
- Band 38: New Trends in Atomic Physics 1982
- Band 39: Recent advances in field theory and statistical mechanics 1982
- Band 40: Relativity, Groups and Topology II, 1983
- Band 41: Birth and Infancy of Stars, 1983
- Band 42: Cellular and molecular aspects of development biology, 1984
- Band 43: Critical phenomena, random systems, gauge theories 1984
- Band 44: Architecture of fundamental interactions at short distances, 1985
- Band 45: Signal processing 1985
- Band 46: Chance and Matter 1986
- Band 47:  Astrophysical fluid dynamics, 1987
- Band 48: Liquids at interfaces  1988
- Band 49:  Fields, strings and critical phenomena 1988
- Band 50: Oceanographic and geophysical tomography 1988
- Winter School 1989: From Number Theory to Physics
- Winter School 1989: Cellular Automata and Modeling of Complex Physical Systems
- Band 51: Liquids, freezing and glass transition, 1989
- Band 52: Chaos and Quantum Physics, 1989
- Band 54: Supernovae 1990
- Band 55: Particles in the Nineties, 1991
- Band 56: Strongly interacting fermions and high Tc superconductivity, 1991
- Band 57: Gravitation and quantizations 1992
- Band 58: Progress in picture processing, 1992
- Band 59:  Computational Fluid Dynamics, 1993
- Band 60: Cosmology and Large Scale Structure 1993
- Workshop: Nonlinear Excitations in Biomolecules 1994
- Band 61: Mesoscopic Quantum Physics, 1994
- Winter School 1994: Beyond Quasicrystals
- Band 62: Fluctuating geometries in statistical mechanics and field theory, 1992
- Band 63: Quantum Fluctuations 1995
- Band 64: Quantum Symmetries, 1995
- Band 65: From cell to brain 1996
- Band 66: Trends in nuclear physis, 100 years later, 1996
- Band 67: Modelling the climate of the earth and its variability, 1997
- Band 68: Particles and Interactions: Test of the Standard Model, 1997
- Workshop: Scale invariance and beyond, 1997
- Workshop: From quasicrystals to more complex systems 1998
- Band 69: Topological aspects of low dimensional systems 1998
- Band 70: Infrared space astronomy, today and tomorrow 1998
- Band 71: The Primordial Universe 1999
- Band 72: Coherent Atomic Matter Waves 1999
- Band 73: Atomic Clusters and Nanoparticles, 2000
- Band 74: New Trends in Turbulence, 2000
- Band 75: Physics of Bio-Molecules and Cells, 2001
- Band 76: Unity from duality: gravity, gauge theory and strings, 2001
- Band 77: Slow relaxations and nonequilibrium dynamics in condensed matter, 2002
- Band 78: Accretion discs, jets and high energy phenomena in astrophysics, 2002
- Band 79:  Quantum entanglement and information processing, 2003
- Band 80: Methods and Models of Neurophysics 2003
- Band 81: Nanoscopic Quantum Physics 2004
- Band 82: Multiple Aspects of DNA and RNA: From Biophysics to Bioinformatics, 2004
- Band 83: Mathematical Statistical Physics, 2005
- Band 84:  Particle physics beyond the standard model, 2005
- Band 85: Complex Systems, 2006
- Band 86:  Particle physics and cosmology : the fabric of spacetime, 2006
- Band 87: String Theory and the Real World: From Particle Physics to Astrophysics, 2007
- Band 88: Dynamos 2007
- Winter School 2007: Astronomy in the submillimeter and far infrared domains with the Herschel Space Observatory
- Band 89:  Exact Methods in Low-dimensional Statistical Physics and Quantum Computing 2008
- Band 90: Long Range Interacting Systems, 2008
- Band 91: Ultracold Gases and Quantum Information, 2009
- Band 92: New Trends in the Physics and Mechanics of Biological Systems 2009
- Band 93: Modern Perspectives in Lattice QCD: Quantum Field Theory and High Performance Computing 2009
- Band 94: Many Body Physics with Ultracold Gases, 2010
- Band 95: Quantum Theory from Small to Large Scales, 2011
- Band 96: Quantum Machines: Measurement Control of Engineered Quantum Systems 2011
- Band 97: Theoretical Physics to Face the Challenge of LHC, 2011
- Band 98: Soft Interfaces, 2012
- Special Issue 2012:  Advanced Data Assimilation for Geosciences
- Winter School 2012: Physics with trapped charged particles
- Band 99:  Strongly interacting quantum systems out of equilibrium, 2012
- Band 100: Post-Planck Cosmology, 2013
- Special Issue 2013: Statistical Physics, Optimization, Inference, and Message-Passing Algorithms
- Band 101: Quantum optics and nanophotonics, 2013
- Band 102: From Molecules to Living Organisms: An Interplay Between Biology and Physics 2014
- Band 103: Topological Aspects of Condensed Matter Physics, 2014
- Band 104: Stochastic Processes and Random Matrices, 2015
- Band 105: Quantum Optomechanics and Nanomechanics, 2015
- Band 106: Integrability: From Statistical Systems to Gauge Theory, 2016
- Band 107: Current Trends in Atomic Physics, 2016
- Special Issue: Statistical Physics, Optimization, Inference, and Message-Passing Algorithms, 2016
- Band 108: Effective Field Theory in Particle Physics and Cosmology, 2017
- Band 109: Fundamental Aspects of Turbulent Flows in Climate Dynamics, 2017
- Gravitational Waves, 2018
- Integrability in Atomic and Condensed Matter Physics, 2018
- Active Matter and Non-Equilibrium Statistical Physics, 2018
- Quantum Information Machines, 2019
- Dynamics and Disorder in Quantum Many Body Systems Far from Equilibrium, 2019
- Emergent Electronic States Confined at Interfaces 2020
- Statistical Physics & Machine Learning 2020
- Dark Matter 2021[6]

Vorträge von 1951 bis 1957 aus den Anfangsjahren wurden bei Les Houches Online gestellt.